# Бурлаченко, Григорий Фёдорович
Бурлаченко Григорий Фёдорович (16 декабря 1914, Кривой Рог, Херсонская губерния — 21 декабря 1982, Киев) — советский разведчик. Полковник (1954). Начальник 1-го управления (разведывательного) Министерства государственной безопасности Украинской ССР (1950—1953).

## Биография
Родился 16 декабря 1914 года в посёлке Артёмовского рудника возле местечка Кривой Рог (ныне в черте Кривого Рога) в шахтёрской семье.
Окончил семилетнюю школу, поступил в Николаевский судостроительно-механический техникум.
В 1935 году начал работать техником-конструктором шахтоуправления имени С. М. Кирова в Кривом Роге.
Окончил шестимесячные курсы Разведывательного управления Рабоче-крестьянской Красной армии. Направлен в Кронштадт командиром отдела электроминной школы Балтийского флота. Со временем — командир отделения шифровальной группы штаба Северо-Западного укреплённого района Черноморского флота в Севастополе.
До 1939 года находился в долгосрочной служебной командировке в Китае — шифровальщик Управления разведки Генерального штаба РККА. По возвращении переведён в органы госбезопасности на обучение в межкраевую школу Народного комиссариата внутренних дел СССР в Харькове. С сентября 1939 года — оперуполномоченный Особого отдела НКВД Харьковского военного округа, потом недолго работал в Управлении НКВД во Львове, в предвоенные годы — в центральном аппарате НКВД УССР.
Во время Великой Отечественной войны организовывал партизанское движение в тылу врага, занимал руководящие должности в Наркомате госбезопасности. В 1943—1944 годах — заместитель командира по разведке партизанского соединения Василия Бегмы, руководитель группы «Разгром».
Осенью 1944 года вновь в центральном аппарате НКВД УССР — руководитель специальной оперативной группы 1-го управления НКГБ УССР «Дакия» на территории Румынии. По возвращении — заместитель начальника 1-го отдела Первого управления МГБ Украинской ССР.
- Июнь 1950 — апрель 1953 года — начальник 1-го управления (разведывательного) Министерства государственной безопасности Украинской ССР[2];
- 11 июня 1953 — 24 августа 1953 года — начальник Управления МГБ в Херсонской области;
- 24 августа 1953 — январь 1954 года — помощник старшего советника МВД СССР при начальнике Братиславского краевого управления МНБ Чехословакии;
- Январь 1954 — апрель 1954 года — начальник 1-го отдела Управления МВД Черкасской области;
- Апрель 1954 — февраль 1955 года — начальник 2-го отдела Управления КГБ Черкасской области;
- Март 1955 — июнь 1960 года — начальник 5-го и 2-го периферийных отделов УКГБ Киевской области;
- Июль 1960 — февраль 1963 года — заместитель директора Дарницкой ТЭЦ, Киев;
- Август 1964 — май 1966 года — инженер отделения перевозок конторы «Укрсбытстройиндустрия», Киев;
- Май 1966 — ноябрь 1968 года — старший инженер Центрального телеграфа, Киев;
- Март 1969 — январь 1970 года — заместитель начальника отряда ВОХР по гражданской обороне при Главнефтепоставсбыте УССР, Киев;
- Январь 1970 — январь 1974 года — старший инженер Главнефтепоставсбыта УССР.

В январе 1974 года вышел на пенсию, жил в Киеве.
Умер 21 декабря 1982 года в Киеве.

## Награды
- Орден «Знак Почёта» (14.03.1938);
- Орден Красного Знамени (05.11.1944);
- Орден «Звезда Румынии» (08.05.1947);
- Орден Отечественной войны 2-й степени (29.10.1948);
- Орден Красной Звезды (23.05.1952);
- Медаль «За боевые заслуги»;
- дважды медаль «Партизану Отечественной войны» 1-й степени;
- Медаль «За оборону Сталинграда»;
- Медаль «За победу над Германией в Великой Отечественной войне 1941—1945 гг.».